# Blume (Familienname)
Blume ist ein Familienname, der vor allem im deutschsprachigen Raum vorkommt.

## Namensträger

### A
- Alexander Blume (* 1961), deutscher Pianist
- Anke Blume (* 1969), Chemikerin und Hochschullehrerin
- Anna Blume (1937–2020), deutsche Künstlerin, siehe Anna und Bernhard Blume
- August Blume (Gewerkschafter) (1893–1970), deutscher FDGB-Funktionär und Vorsitzender der Industriegewerkschaft Leder im FDGB
- August Wilhelm Blume (1787–1847), deutscher Steinbruchbesitzer, Steinmetz und Königlich Hannoverscher Hofsteinhauermeister

### B
- Bartholomäus Blume († 1460), Bürgermeister in Marienburg
- Bernhard Blume (Literaturwissenschaftler) (1901–1978), deutsch-amerikanischer Schriftsteller und Universitätsprofessor
- Bernhard Johannes Blume (1937–2011), deutscher Künstler und Fotograf, siehe Anna und Bernhard Blume
- Bianka Blume (1843–1896), deutsche Opernsängerin (Sopran)
- Bob Blume (* 1982), deutscher Lehrer und Autor
- Bror Blume (* 1992), dänischer Fußballspieler
- Bruno Blume (* 1972), Schweizer Autor, Theaterregisseur und Journalist

### C
- Carl Ludwig Blume (1796–1862), deutsch-niederländischer Botaniker
- Carola Rosenberg-Blume (1899–1987), deutsche Erwachsenenbildnerin
- Carolyn Blume, Fremdsprachendidaktikerin (Fachdidaktik Englisch)
- Christel Blume-Benzler (1925–2021), deutsche Malerin und Grafikerin
- Christian Friedrich Blume (1693–1746), preußischer Kaufmann
- Christine Blume (* 1986), Psychologin, Schlafforscherin und Wissenschaftskommunikatorin
- Christoph Blume (1589–1659), deutscher Jurist
- Christoph Blume (Manager) (1952–2013), deutscher Manager
- Clara Blume (* 1984), österreichische Musikerin
- Claudia Blume (* 1955), deutsche Künstlerin
- Claus Blume (* 1958), deutscher Medienkünstler
- Clemens Blume (1862–1932), deutscher Theologe und Jesuit

### D
- Dieter Blume (Ornithologe) (1920–2004), deutscher Lehrer und Ornithologe
- Dieter Blume (Kunsthistoriker) (* 1952), deutscher Kunsthistoriker

### E
- Edmund Blume (1844–1914), deutscher Porträt- und Genremaler, Zeichner und Grafiker
- Ernst Blume (1882–1957), deutscher Geograf, Lehrer und Autor
- Ethel Blume (1875–1918), deutsche Ärztin
- Eugen Blume (* 1951), deutscher Kurator und Kunsthistoriker

### F
- Félix Blume (* 1984), französischer Klangkünstler
- Felix Blume (* 1984), deutscher Rapper, bekannt unter dem Namen Kollegah
- Ferdinand Blume-Werry (* 1956), deutscher Maler, Grafiker und Schriftsteller
- Franz Blume (1905–1988), deutscher Politiker (KPD) und Widerstandskämpfer
- Frido von Blume (1832–1907), deutscher Generalleutnant
- Friedrich Blume (Musikwissenschaftler) (1893–1975), deutscher Musikwissenschaftler
- Friedrich Blume (Politiker) (1902–1979), deutscher Politiker (SPD)
- Fritz Blume sen. (1901–1983), deutscher Jurist, Journalist und Verlagsleiter
- Fritz Blume jun. (1928–2020), deutscher Jurist, Zeitungsverleger und Mäzen der Stadt Jever

### G
- Georg Blume (Politiker, 1849) (1849–1921), deutscher Politiker (SPD)
- Georg Blume (Politiker, 1895) (1895–1974), deutscher Politiker (CDU)
- Georg Blume (Journalist) (* 1963), deutscher Journalist

### H
- Hans Blume (Fußballspieler, 1887) (1887–1978), niederländischer Fußballspieler
- Hans Blume (Fußballspieler, 1912) (1912–1953), deutscher Fußballspieler
- Hans Blume (Jockey), deutscher Jockey und Trainer
- Hans Blume (Musiker), deutscher Klarinettist
- Hans-Albert Blume (* 1940), deutscher Galopptrainer
- Hans-Eberhard Blume (* 1930), deutscher Musikmanager
- Hans-Peter Blume (* 1933), deutscher Agrarwissenschaftler
- Harry Blume (1924–1992), deutscher Maler, Grafiker und Hochschullehrer
- Heiko Blume (* 1967), deutscher Politiker (CDU), Landrat
- Heinrich Blume (Schauspieler) (1788–1856), deutscher Sänger (Bariton) und Schauspieler
- Heinrich Blume (Politiker) (1887–1964), deutscher Lehrer und Politiker (NSDAP, NSFP)
- Heinrich Julius Blume (Instrumentenbauer) (1770–1806), Klavierbauer in Braunschweig
- Heinrich Julius Blume (Politiker) (1805–1884), deutscher Kaufmann und Politiker
- Heinrich Julius von Blume (1624–1699), deutscher Theologe und Diplomat
- Heinz Blume (SS-Mitglied) (1913–??), deutscher SS-Oberscharführer
- Heinz Blume (Politiker, 1919) (1919–1997), deutscher Politiker (SPD), Mitglied der Berliner Stadtverordnetenversammlung
- Heinz Blume (Politiker, 1945) (* 1945), deutscher Politiker (CDU), MdV
- Helmut Blume (1920–2008), deutscher Geograph
- Herbert Blume (Politiker) (1930–2009), deutscher Politiker (SPD), MdA Berlin
- Herbert Blume (1938–2021), deutscher Germanist und Sprachwissenschaftler
- Hermann von Blume (1824–1889), deutscher Generalmajor
- Hermann Blume (Heimatforscher) (1875–1962), deutscher Lehrer, Heimatforscher, Sagensammler und Herausgeber
- Hermann Blume (Komponist) (1891–1967), deutscher Komponist und Kulturfunktionär
- Holger Blume (Ingenieur) (* 1967), deutscher Ingenieur und Hochschullehrer
- Holger Blume (Leichtathlet) (* 1973), deutscher Sprinter
- Horst-Dieter Blume (* 1935), deutscher Altphilologe

### I
- Isabelle Blume (1892–1975), belgische Friedensaktivistin

### J
- Jef Bertelsen Blume (1912–1996), deutsch-dänischer Lehrer
- Joaquín Blume (1933–1959), spanischer Turner
- Jochen Blume  (1910–1980), deutscher Schauspieler und Sprecher
- Jochen Blume (Fotograf) (1925–2018), deutscher Fotograf
- Johann Heinrich Julius Blume (1795–1865), königlich preußischer Generalmajor
- John A. Blume (1909–2002), US-amerikanischer Bauingenieur
- Joseph Blume (1708–1782), deutscher Musiker
- Judy Blume (* 1938), amerikanische Schriftstellerin
- Julia Blume (* 1959), deutsche Kunsthistorikerin
- Jürgen Blume (* 1946), deutscher Komponist, Dirigent und Musikwissenschaftler

### K
- Karin Blume, deutsche Grafikerin und Illustratorin
- Karl Blume (Komponist) (1883–1947), deutscher Komponist und Sänger
- Karl Blume (Politiker) (1888–1975), deutscher Politiker (CDU)
- Karl Eduard Blume (1847–1909), deutscher Jurist und Richter
- Karl-Georg Blume (1937–2013), deutsch-amerikanischer Hämatologe
- Karl-Joachim Blume (* 1946), deutscher Landwirt und Politiker (DBD)
- Katrin Blume (* 1985), deutsche Schauspielerin
- Klaus Blume (1940–2022), deutscher Sportjournalist

### L
- Ludwig Blume-Siebert (1853–1929), deutscher Maler

### M
- Marc Blume (* 1973), deutscher Sprinter
- Marguerite Blume-Cárdenas (* 1942), deutsche Bildhauerin
- Markus Blume (* 1975), deutscher Politiker (CSU), MdL, Staatsminister, Generalsekretär
- Martin Blume (Musiker) (* 1956), deutscher Jazzschlagzeuger
- Martin Blume (Physiker) (* 1932), US-amerikanischer Festkörperphysiker
- Michael Blume (* 1976), deutscher Religionswissenschaftler, Antisemitismusbeauftragter
- Michael August Blume (* 1946), US-amerikanischer Geistlicher, Apostolischer Nuntius in Ungarn

### O
- Oliver Blume (Künstler) (* 1964), deutscher Liedermacher und Zahnarzt
- Oliver Blume (Manager) (* 1968), deutscher Industriemanager
- Otto Blume (1919–1987), deutscher Sozialwissenschaftler und Gewerkschafter

### P
- Patrick von Blume (* 1969), deutscher Schauspieler
- Pernille Blume (* 1994), dänische Schwimmerin
- Paul Blume (1900–1981), deutscher Maler und Grafiker
- Peter Blume (1906–1992), US-amerikanischer Maler und Bildhauer
- Petra Blume (* 1957), deutsche Autorin

### R
- Renate Blume (* 1944), deutsche Schauspielerin
- Rolf Blume (Künstler, 1926) (1926–2010), deutscher Künstler
- Rolf Blume (Künstler, 1954) (* 1954), deutscher Künstler
- Rüdiger Blume (* 1941), deutscher Chemiker und Hochschullehrer
- Rudolf Blume (Anglist) (1854–nach 1933), deutscher Lehrer, Anglist und Germanist
- Rudolf Blume (Heimatforscher) (1870–nach 1930), deutscher Jurist, Autor und Heimatforscher
- Rudolf Gnevkow Blume (Gnevkow-Blume, Gnevkow gen. Blume; 1889–nach 1951), österreichischer Journalist und Publizist

### S
- Siegfried Blume (1933–2017), deutscher Elektroingenieur

### T
- Theodor Blume (Goldschmied) (Heinrich Theodor Wilhelm August Blume; 1826–1905), deutscher Goldschmied

### W
- Walter Blume (Konstrukteur) (1896–1964), deutscher Jagdflieger und Flugzeugkonstrukteur
- Walter Blume (SS-Mitglied) (1906–1974), deutscher SS-Standartenführer und Ministerialbeamter
- Werner Blume (1887–1965), deutscher Anatom und Hochschullehrer
- Wilbur T. Blume (1920–1989), US-amerikanischer Filmproduzent
- Wilhelm von Blume (General) (1835–1919), deutscher General der Infanterie
- Wilhelm von Blume (Jurist) (1867–1927), deutscher Jurist und Politiker
- Wilhelm Blume (Pädagoge) (1884–1970), deutscher Pädagoge
- Wilhelm Blume (Mediziner) (1893–1948), deutscher Pharmakologe, Toxikologe und Hochschullehrer
- Willi Blume (Politiker, 1913) (1913–1995), deutscher Lehrer und Politiker (SPD), Oberbürgermeister von Salzgitter
- Willi Blume (Politiker, 1925) (1925–1993), deutscher Beamter und Politiker (SPD), Bürgermeister von Misburg
- William Blume Levy (* 2001), dänischer Radrennfahrer
- Willy Blume (1909–1975), deutscher SS-Hauptscharführer